# Computational and Theoretical Chemistry
A Computational and Theoretical Chemistry egy lektorált tudományos folyóirat, amelyet az Elsevier ad ki. 1985-ben Csizmadia G. Imre hozta létre[forrás?] Journal of Molecular Structure: THEOCHEM néven, a Journal of Molecular Structure szakfolyóirat leágazásaként. Jelenlegi nevét 2011-ben kapta. A folyóirat elméleti kémiai molekuláris struktúrákkal foglalkozik.

## Absztrahálás, indexelés és impakt faktor
A Journal Citation Reports szerint a folyóirat 2020-as impakt-faktora 1,926 volt.
A folyóiratban megjelent cikkeket a következő adatbázisok indexelik:
- Chemical Abstracts
- ScienceDirect
- Insp
- Scopus
- Web of Science
- Current Contents – Physical, Chemical & Earth Sciences

## Fordítás
- Ez a szócikk részben vagy egészben  a   Computational and Theoretical Chemistry című angol Wikipédia-szócikk ezen változatának fordításán alapul.  Az eredeti cikk szerkesztőit annak laptörténete sorolja fel. Ez a jelzés csupán a megfogalmazás eredetét és a szerzői jogokat jelzi, nem szolgál a cikkben szereplő információk forrásmegjelöléseként.

## További infovórmációk
- Hivatalos weboldal